# علیرضا اعرافی
علیرضا اعرافی (زادهٔ ۱۳۳۸) روحانی و فقیه شیعه ایرانی است. وی هم‌اکنون مدیر حوزه‌های علمیه سراسر کشور، عضو شورای نگهبان، نماینده استان تهران و نایب‌رئیس دوم در مجلس خبرگان رهبری است. 
او از سال ۱۳۷۱ امامت جمعه شهر میبد را به عهده داشته است و در سال ۱۳۹۳ به امامت جمعه شهر قم انتخاب شد. او از ۱۳۸۷ تا ۱۳۹۷ ریاست جامعة المصطفی را برعهده داشت، از سال ۱۳۹۰ عضو حقیقی شورای عالی انقلاب فرهنگی است و در سال ۱۳۹۵ به عنوان مدیر حوزه علمیه قم و مدیر حوزه‌های علمیه سراسر کشور انتخاب شد. او همچنین  مسئول حوزه‌های علمیه خواهران و برادران در میبد بوده است.
اعرافی عضو جامعه مدرسین حوزه علمیه قم، عضو شورای عالی حوزه‌های علمیه،  هیئت امنای دانشگاه علوم و معارف قرآن کریم  و عضو هیئت‌امنای دانشگاه فرهنگیان است.

## پیشینه
علیرضا اعرافی زاده ۱۳۳۸ در شهر میبد، واقع در استان یزد می‌باشد. پدرش محمدابراهیم اعرافی از روحانیان میبد و از دوستان نزدیک سید روح‌الله خمینی بود. وی سال‌ها پیش از انقلاب ۱۳۵۷ ایران در ایران نماز جمعه برپا می‌کرد و خود با سلاح در آن خطبه می‌خواند. چند کتاب در شرح حال وی نوشته شده است. از جمله کتاب: «دل شده کوچه خدا» و کتاب «شیخ نارین». مادر علیرضا اعرافی نیز از فرزندان کاظم ملک افضلی اردکانی به‌شمار می‌آمد.

## تحصیلات و استادان
اعرافی تحصیلات کلاسیک خود را در میبد آغاز کرد. او پس از خواندن کمی دروس ادبیات، در سال ۱۳۴۹ به قم رفت و همان‌جا تحصیلات دوره ابتدایی خود را تکمیل کرد. او همزمان دروس حوزه خود را آغاز کرده و دروس دوره مقدمات و سطح را به پایان رساند. او در سال ۱۳۵۶ به درس خارج راه یافت. او دروس فلسفی و درس اخلاق را نیز پی گرفت و در ضمن تحصیل دروس حوزوی، زبان‌های عربی و انگلیسی را فراگرفت و از مطالعات در رشته‌های ریاضی و فلسفه غرب نیز بازنماند و در دوره تعلیم و تربیت دفتر همکاری حوزه و دانشگاه (پژوهشگاه حوزه و دانشگاه) شرکت کرد و در تعطیلات به مباحثه تفسیر المیزان و شرح نهج‌البلاغه ابن ابی الحدید پرداخت.
وی در تفسیر شاگرد علی مشکینی بوده و کتاب‌های فلسفتنا و اقتصادنا نوشته سید محمدباقر صدر را نزد سید کاظم حائری فرا گرفت. در درس خارج فقه و اصول شاگرد استادانی چون آیت‌الله مرتضی حائری یزدی،آیت‌الله قافی یزدی،آیت‌الله محمد فاضل لنکرانی، حسین وحید خراسانی، میرزا جواد تبریزی بود. او دروس اسفار اربعه، برهان شفا، فصوص الحکم و تمهید القواعد را نزد عبدالله جوادی آملی و بخشی از اسفار را نزد مرتضی مطهری آموخت.

## سمت‌های اجرایی

### مدیرحوزه‌های علمیه سراسر کشور
در اوایل سال ۱۳۹۵ شورای عالی حوزه علمیه قم آیت‌الله اعرافی را با حفظ سمت ریاست جامعه المصطفی به‌عنوان مدیر جدید حوزه‌های علمیه سراسر کشور انتخاب کردند.

#### رئیسجامعة المصطفی العالمیه
در سال ۱۳۸۱ اعرافی از سوی علی خامنه‌ای به ریاست مرکز جهانی علوم اسلامی منصوب شد. او برنامه‌ای برای اداره این مرکز و اهداف بلندمدت آن ارایه کرد که تشکیل جامعة المصطفی براساس آن برنامه و ترکیبی از سازمان مدارس و حوزه‌های خارج از کشور و مرکز جهانی علوم اسلامی است. در ۱۷ فروردین ۱۳۸۷ خامنه‌ای در پیامی جامعه المصطفی را به جای مرکز جهانی علوم اسلامی، تأسیس کرد. اعرافی از همان آغاز به کار این مؤسسه در سال ۱۳۸۷ ریاست آن را بر عهده داشته است. اعرافی در مصاحبه‌ای با خبرگزاری مهر اعلام کرد از طریق این جامعه، تاکنون پنجاه میلیون نفر در سراسر دنیا شیعه شده‌اند. او تا آبانماه ۱۳۹۷ عهده‌دار این سمت بود.

#### عضو حقیقیشورای عالی انقلاب فرهنگی
در سال ۱۳۹۰ توسط رهبر جمهوری اسلامی به عنوان عضو حقیقی شورای عالی انقلاب فرهنگی منصوب شد.

#### امامت جمعه
امامت جمعه شهرستان میبد (استان یزد)
اعرافی در سال ۱۳۷۱، پس از مرگ پدرش که امام جمعه میبد بود، با حکم رهبر جمهوری اسلامی ایران به امامت جمعه شهر میبد برگزیده شد
امامت جمعه شهر قم
در سال ۱۳۹۳ به امامت جمعه قم منصوب شد.اعرافی در دیماه ۱۳۹۳ با حضور محمد محمدی گلپایگانی رئیس دفتر سید علی خامنه‌ای در محل نماز جمعه قم اولین خطبه نماز جمعه خود را اقامه کرد.
با حمایت و هدایت‌های ایشان، و تلاش‌های محمدباقر ولدان، مصلای قم پس از ۹ سال تعطیلی بازسازی و مقاوم‌سازی شد و در ۲۰ فروردین ۱۳۹۵ مصادف با ۱۷ ربیع الاول بازگشایی گردید.
علیرضا اعرافی در تاریخ ۸ خرداد ۱۴۰۱ش به واتیکان سفر و با پاپ فرانسیس رهبر مسیحیان کاتولیک در واتیکان دیدار کرد.
دیگر عضویت‌ها:
- عضو شورای فرهنگ عمومی وزارت فرهنگ و ارشاد اسلامی
- مدیر سابق پژوهشگاه حوزه و دانشگاه قم
- رئیس سابق مرکز جهانی علوم اسلامی
- عضو سابق شورای فرهنگی اجتماعی وزارت علوم، تحقیقات و فناوری
- عضو سابق مرکز جهانی علوم اسلامی و سازمان مدارس
- عضو مرکز خدمات حوزه‌های علمیه
- عضو کمسیون حوزوی شورای عالی انقلاب فرهنگی
- عضو هیئت امنای دانشگاه پیام نور، دانشکده الهیات، دانشگاه علمی- کاربردی، علوم قرآنی و مرکز تحقیقات ژنتیک میبد
- معاون سابق پژوهش حوزه علمیه قم
- عضو جامعه مدرسین حوزه علمیه قم
- عضو شورای عالی برنامه‌ریزی وزارت علوم، تحقیقات و فناوری
- ناظر سند چشم‌انداز آموزش‌وپرورش
- عضو شورای عالی حوزه‌های علمیه کشور

## مناصب سیاسی

#### عضو فقیه شورای نگهبان
سید علی خامنه‌ای در تاریخ ۲۴ تیر ماه سال ۱۳۹۸ علیرضا اعرافی را به عضویت شورای نگهبان منصوب کرد.

#### نماینده  استان تهران درمجلس خبرگان رهبری
اعرافی از حوزه انتخابیه تهران در انتخابات مجلس خبرگان رهبری سال ۱۳۹۴ شرکت کرد اما رأی کافی برای ورود به مجلس خبرگان رهبری را به دست نیاورد. او در انتخابات دومین میان دوره‌ای این مجلس در سال ۱۴۰۰ از استان تهران نامزد شد و به این مجلس راه یافت. وی در این انتخابات مورد حمایت جامعه مدرسین حوزه علمیه قم قرار داشت.
در ششمین دوره انتخابات مجلس خبرگان رهبری اسفند ۱۴۰۲ در حوزه انتخابیه تهران
با کسب ۸۸۸۶۱۸ رأی نفر اول شد.

## مواضع
اعرافی، بی‌خدایی، بت‌پرستی و مسیحیت را از جمله رقبای حوزه برشمرده و قم را در برابر همهٔ این رقیبان مسئول می‌داند. او از طرفداران «فرزندآوری» بیشتر و ایستادگی در برابر امریکاست. او در خطبه‌های نمازجمعه تیرماه ۱۳۹۶ قم، بدون نام بردن از کسی، کسانی که آشتی ملی را مطرح می‌کنند، به توبه و استغفار فراخواند.